# Touring Arese RH95

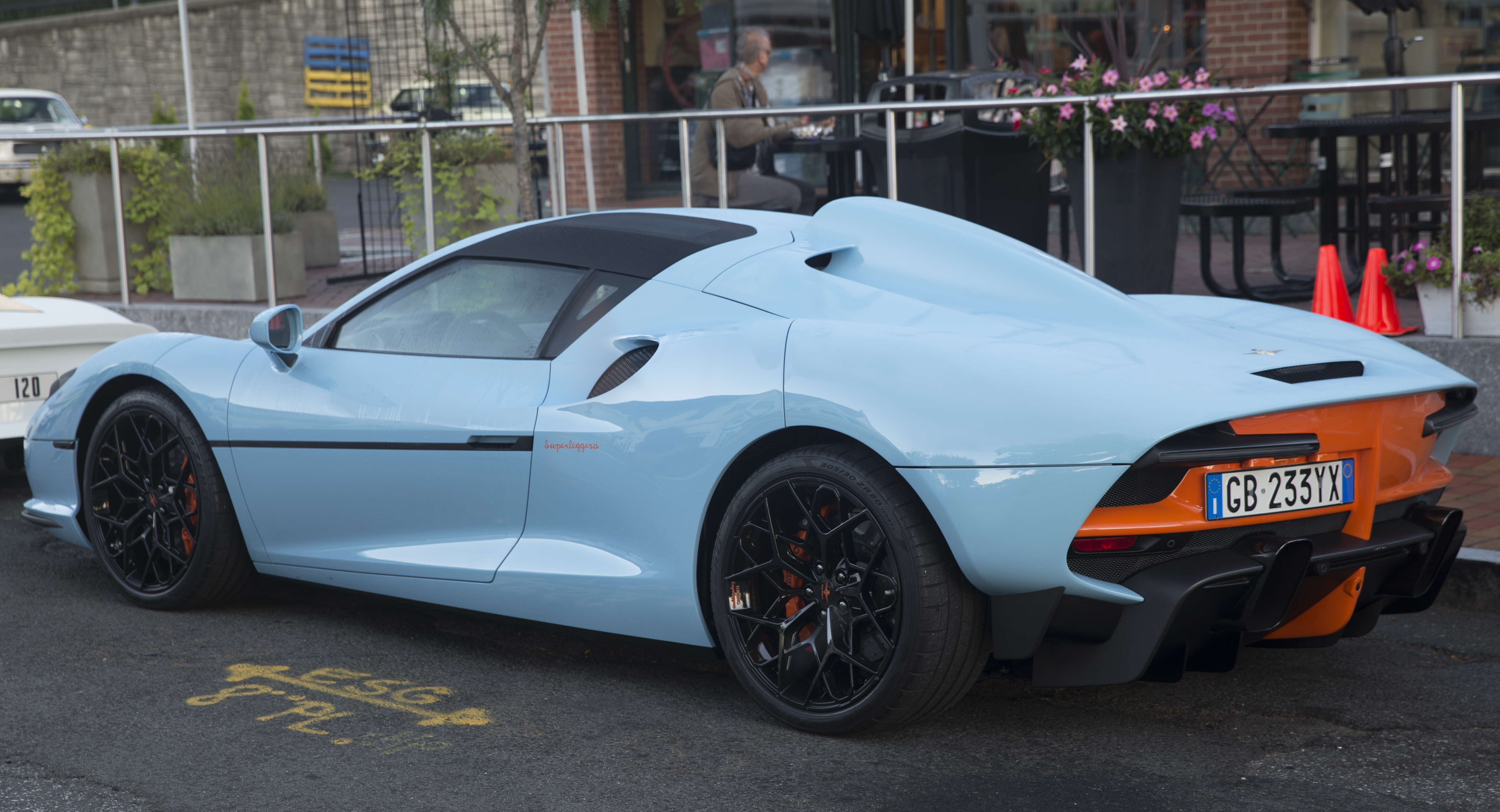
Heckansicht

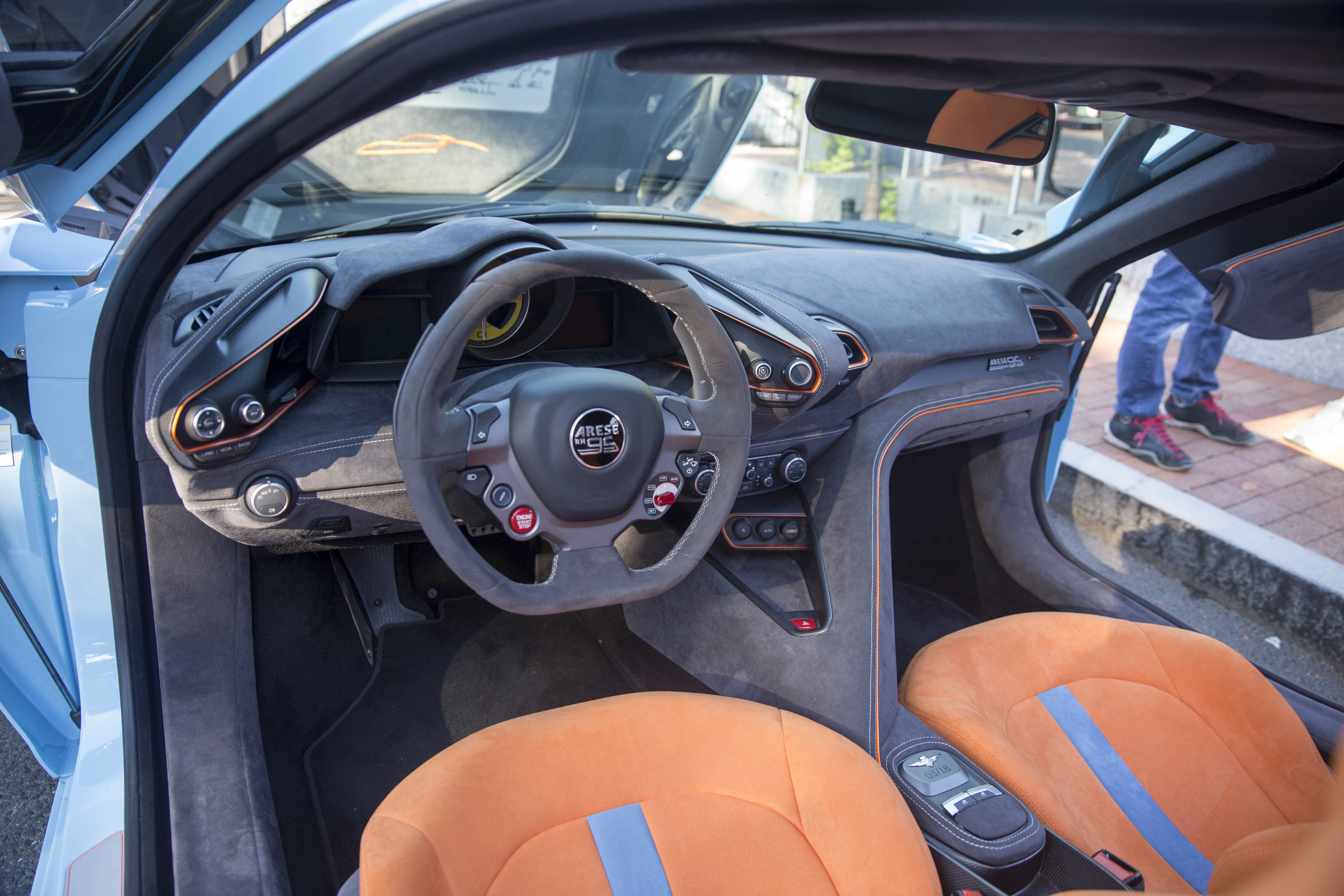
Innenansicht

Der Touring Arese RH95 ist ein Sportwagen des Mailänder Unternehmens Carrozzeria Touring Superleggera.

## Hintergrund
Vorgestellt wurde der Zweisitzer am 1. Juni 2021 anlässlich des 95. Jahrestags von Carrozzeria Touring, nach dem Carrozzeria Touring Superleggera sich benannt hat. Benannt ist der Sportwagen nach der Firmenadresse Via per Arese und eben jenem Jahrestag. Die Produktion ist auf 18 Coupés limitiert.

## Technische Daten
Technisch baut das Fahrzeug vollständig auf dem zwischen 2015 und 2019 gebauten Ferrari 488 auf. Auch der Antrieb mit einem 3,9-Liter-V8-Ottomotor entstammt diesem Modell. Wegen seines Äußeren – zum Beispiel wegen der nach vorne-oben öffnenden Scherentüren – wird der Arese RH95 hingegen mit dem Alfa Romeo 33 Stradale verglichen.
|                                 | Arese RH95                       |
| ------------------------------- | -------------------------------- |
| Bauzeit                         | seit 06/2021                     |
| Motortyp                        | V8-Ottomotor 90°                 |
| Einbaulage                      | Mittelmotor                      |
| Hubraum (cm³)                   | 3902                             |
| max. Leistung kW (PS) bei min−1 | 492 kW (670 PS) bei 8000         |
| max. Drehmoment Nm bei min−1    | 760 bei 3000                     |
| Antriebsart                     | Hinterradantrieb                 |
| Getriebe                        | 7-Stufen-Doppelkupplungsgetriebe |
| Beschleunigung, 0–100 km/h      | 3,0 s                            |
| Höchstgeschwindigkeit (km/h)    | 330 km/h                         |
| Tankinhalt (l)                  | 78                               |
| Verbrauch (l/100 km)            | 11,4 Super                       |
| CO2-Ausstoß (g/km)              | 260                              |
| Abgasnorm                       | Euro 6                           |